# Louise Fletcher
Louise Fletcher (født 22. juli 1934 i Birmingham, Alabama, USA, død 23. september 2022) var en amerikansk skuespillerinde.
Hun medvirkede i en række fjernsynsserier fra 1958 til 1961, og gjorde et comeback med filmdebuten i Robert Altmans Thieves Like Us (Tyve som os, 1974), og vandt en Oscar-pris for sin hovedrolle som oversygeplejerske Ratched i One Flew Over the Cuckoo's Nest (Gøgereden, 1975). Fletcher spillede senere i film som The Cheap Detective (Mens vi taler om mord, 1978), Brainstorm (Brainstorm - Indhentet af fremtiden, 1983) og The Player (1992).